# Molophilus janus
Molophilus janus är en tvåvingeart som beskrevs av Alexander 1930. Molophilus janus ingår i släktet Molophilus och familjen småharkrankar. Inga underarter finns listade i Catalogue of Life.